# Chivilcoy (partido)
Chivilcoy (Partido de Chivilcoy) is een partido in de Argentijnse provincie Buenos Aires. Het bestuurlijke gebied telt 60.762 inwoners. Tussen 1991 en 2001 steeg het inwoneraantal met 5,71 %.

## Plaatsen in partido Chivilcoy
- Chivilcoy
- Emilio Ayarza
- Gorostiaga
- La Rica
- Moquehuá
- Ramón Biaus
- San Sebastián